# نهاد ریاست‌جمهوری ایران
نهاد ریاست‌جمهوری ایران نهادی دارای شخصیت حقوقی است که به منظور اداره امور نظارت رئیس‌جمهور ایران و همچنین معاونت‌های رئیس‌جمهور تشکیل شده است. این نهاد متشکل از سازمان های دولتی، معاونت ها و مشاوران رئیس جمهور است. محل این نهاد که دفتر رئیس‌جمهور ایران نیز در آن قرار دارد در خیابان پاستور، منطقه ۱۱ تهران است.
جلسات هیئت دولت در نهاد ریاست جمهوری برگزار میشود. مدیریت نهاد ریاست جمهوری بر عهده معاون اجرائی رئیس جمهور است. اکنون محمد جعفر قائم پناه متصدی این مقام است. گروه هکری قیام تا سرنگونی نزدیک به سازمان مجاهدین خلق ایران در روز دوشنبه ۸ خرداد ۱۴۰۲ سایت و ۱۲۰ سرور این نهاد را هک کرده و اسناد محرمانه بسیار را به دست آورد.

## پیشینه
پس از انقلاب اسلامی ایران و شکل گیری جمهوری اسلامی ، جایگاه ریاست جمهوری پایه گذاری گردید و به تدریج نهاد ریاست جمهوری شکل گرفت. نهاد ریاست جمهوری در دولت سوم تکمیل و شکل سازمانی به خود گرفت و گروه های مشاور و کارگروه‌های مختلف برای کمک به رئیس‌جمهور در انجام وظایف قانونی و تسهیل امور اداری کشور تشکیل شد.

## ساختار
- دفتر رئیس‌جمهور
- دفتر معاون اول رئیس‌جمهور
- معاونت اقتصادی ریاست‌جمهوری
- معاونت حقوقی ریاست‌جمهوری
  - مرکز امور حقوقی بین‌المللی
- معاونت اجرایی ریاست‌جمهوری
- سرپرستی نهاد
  - معاونت اداری و مالی[۸] (معاونت سابق پشتیبانی و تحول اداری؟)[۹]
    - اداره‌کل امور مالی و بودجه
    - اداره‌کل پشتیبانی و خدمات عمومی[۱۰]
    - اداره‌کل توسعه منابع انسانی، تشکیلات و آموزش[۱۱]

  - معاونت هماهنگی و پیگیری
    - اداره‌کل برنامه‌ریزی و نظارت[۱۲]

  - مرکز ارتباطات مردمی[۱۳]
    - اداره‌کل رسیدگی به شکایات و درخواست‌های مردمی[۱۴]

  - مرکز بررسی‌های استراتژیک
  - مرکز همایش‌های بین‌المللی ریاست جمهوری
  - مرکز حراست[۱۵]
  - مرکز فناوری اطلاعات، ارتباطات و امنیت
  - شورای فرهنگی
    - مسجد سلمان فارسی[۱۶]

### وابسته‌ها
برخی از زیرمجموعه‌های نهاد ریاست‌جمهوری به شرح زیر است:
- بنیاد ایران‌شناسی
- مرکز همکاری‌های تحول و پیشرفت
- فرهنگستان علوم
- فرهنگستان علوم پزشکی
- فرهنگستان زبان و ادب فارسی
- فرهنگستان هنر
- گروه متخصصین ایران
- صندوق کارآفرینی امید

## کارکنان
کارکنان نهاد در دولت دهم از ۱٫۶۲۷ نفر به ۳٫۹۲۳ نفر افزایش پیدا کرد. دولت یازدهم با تعدیل نیروها شمار کارکنان را به ۳٫۱۷۳ نفر در سال ۱۳۹۳ کاهش داد.

## بودجه
بودجه نهاد ریاست جمهوری در سال ۱۴۰۰ مبلغی حدود ۵۳۰ میلیارد تومان بوده، اما در بودجه ۱۴۰۱ با اضافه شدن دو بند مهم به سرفصل بودجه ۱۴۰۱ نهاد (۱۰۱۰۰۰) این مبلغ به عدد ۱,۴۸۳ میلیارد تومان رسیده است.

## سرپرست
سرپرست نهاد ریاست‌جمهوری یک مقام رسمی است که مدیریت مجموعهٔ نهاد ریاست‌جمهوری را بر عهده دارد. نخستین سرپرست نهاد ریاست جمهوری سیدمصطفی میرسلیم بوده است . 

## فهرست سرپرستان نهاد
| ر  | نام              | نام                 | آغاز تصدی       | پایان تصدی      | حزب             | هیئت دولت      | رئیس‌جمهور                            |
| -- | ---------------- | ------------------- | --------------- | --------------- | --------------- | -------------- | ------------------------------------ |
| ۱  |                  | سید مصطفی میرسلیم   | مرداد ۱۳۶۱      | ۱۴ شهریور ۱۳۶۸  | جمهوری اسلامی   | دولت سوم       | سید علی خامنه‌ای                      |
| ۱  | دولت چهارم       | سید مصطفی میرسلیم   | مرداد ۱۳۶۱      | ۱۴ شهریور ۱۳۶۸  | جمهوری اسلامی   |                | سید علی خامنه‌ای                      |
| ۱  | دانشگاهیان ایران | سید مصطفی میرسلیم   | مرداد ۱۳۶۱      | ۱۴ شهریور ۱۳۶۸  |                 |                | سید علی خامنه‌ای                      |
| ۲  |                  | حسن حبیبی           | ۱۴ شهریور ۱۳۶۸  | ۱۲ مرداد ۱۳۷۶   | —               | دولت پنجم      | اکبر هاشمی رفسنجانی                  |
| ۲  |                  | حسن حبیبی           | ۱۴ شهریور ۱۳۶۸  | ۱۲ مرداد ۱۳۷۶   | کارگزاران       | دولت ششم       | اکبر هاشمی رفسنجانی                  |
| ۳  |                  | محمد هاشمی رفسنجانی | ۱۲ مرداد ۱۳۷۶   | ۴ شهریور ۱۳۸۰   | کارگزاران       | دولت ششم       | اکبر هاشمی رفسنجانی                  |
| ۳  | دولت هفتم        | محمد هاشمی رفسنجانی | ۱۲ مرداد ۱۳۷۶   | ۴ شهریور ۱۳۸۰   | کارگزاران       | سید محمد خاتمی |                                      |
| ۴  |                  | محمدرضا عارف        | ۴ شهریور ۱۳۸۰   | ۱۹ شهریور ۱۳۸۴  | جبهه مشارکت     | سید محمد خاتمی | دولت هشتم                            |
| ۵  |                  | علی سعیدلو          | ۱۹ شهریور ۱۳۸۴  | ۲۸ شهریور ۱۳۸۸  | —               | دولت نهم       | محمود احمدی‌نژاد                      |
| ۶  |                  | اسفندیار رحیم مشایی | ۲۸ شهریور ۱۳۸۸  | ۲۰ فروردین ۱۳۹۰ | —               | دولت دهم       | محمود احمدی‌نژاد                      |
| ۷  |                  | حمید بقایی          | ۲۰ فروردین ۱۳۹۰ | ۱۲ مرداد ۱۳۹۲   | —               | دولت دهم       | محمود احمدی‌نژاد                      |
| ۸  |                  | محمد نهاوندیان      | ۱۲ مرداد ۱۳۹۲   | ۲۹ مرداد ۱۳۹۶   | —               | دولت یازدهم    | حسن روحانی                           |
| ۹  |                  | محمود واعظی         | ۲۹ مرداد ۱۳۹۶   | ۱۴ شهریور ۱۴۰۰  | اعتدال و توسعه  | دولت دوازدهم   | حسن روحانی                           |
| ۱۰ |                  | سید صولت مرتضوی     | ۱۴ شهریور ۱۴۰۰  | ۲۷ مهر ۱۴۰۱     | جمعیت ایثارگران | دولت سیزدهم    | سید ابراهیم رئیسی محمد مخبر (سرپرست) |
| ۱۱ |                  | محسن منصوری         | ۱۰ آبان ۱۴۰۱    | ۱۱ مرداد ۱۴۰۳   | —               | دولت سیزدهم    | سید ابراهیم رئیسی محمد مخبر (سرپرست) |
| ۱۲ |                  | محمدجعفر قائم‌پناه   | ۱۱ مرداد ۱۴۰۳   | متصدی           | —               | دولت چهاردهم   | مسعود پزشکیان                        |

## دفتر هیئت دولت
به منظور تنظیم جلسات و تهیه صورت مذاکرات و ترتیب کلیه امور مربوط به تشکیل جلسات هیئت دولت و کمیسیون‌های آن و همچنین ثبت و نگهداری و ابلاغ مصوبات هیئت وزیران، همچنین تنظیم و تدوین پیش‌نویس لوایح و تصویب‌نامه‌ها دفتری زیر نظر معاون اول رئیس‌جمهور به نام «دفتر هیئت دولت» تشکیل می‌گردد. ریاست این دفتر با «دبیر هیئت دولت» است که با حکم معاون اول رئیس‌جمهور منصوب می‌شود.
سیدکامل تقوی نژاد متصدی این جایگاه است.
| ر             | دبیر        | دبیر                    | آغاز تصدی        | پایان تصدی     | حزب سیاسی      | هیئت دولت   | نخست‌وزیر            | رئیس‌جمهور      |
| ------------- | ----------- | ----------------------- | ---------------- | -------------- | -------------- | ----------- | ------------------- | -------------- |
|               | —           | —                       | —                | —              | —              | دولت موقت   | بازرگان             |                |
| شورای انقلاب  | —           | —                       | —                | —              | —              | بدون متصدی  |                     |                |
| دولت نخست     | —           | —                       | —                | —              | —              | رجایی       | بنی‌صدر              |                |
| دولت دوم      | —           | —                       | —                | —              | —              | باهنر       | رجایی               |                |
| دولت موقت دوم | —           | —                       | —                | —              | —              | مهدوی کنی   | بدون متصدی          |                |
| دولت سوم      | —           | —                       | —                | —              | —              | موسوی       | خامنه‌ای             |                |
|               |             | سید علیرضا بهشتی شیرازی | ۱۹ آبان ۱۳۶۴     | —              | جمهوری اسلامی  | موسوی       | خامنه‌ای             | دولت چهارم     |
|               |             | حسین رحیم‌زاده           | —                | ۱۳۶۸           | —              | موسوی       | خامنه‌ای             | دولت چهارم     |
|               |             |                         |                  |                |                |             |                     |                |
| ر             | دبیر        | دبیر                    | آغاز تصدی        | پایان تصدی     | حزب سیاسی      | هیئت دولت   | معاون اول           | رئیس‌جمهور      |
| ۱             |             | حسین رحیم‌زاده           | ۱۳۶۸             | ۱۰ مهر ۱۳۸۰    | —              | دولت پنجم   | حبیبی               | هاشمی رفسنجانی |
| ۱             | دولت ششم    | حسین رحیم‌زاده           | ۱۳۶۸             | ۱۰ مهر ۱۳۸۰    | —              |             | حبیبی               | هاشمی رفسنجانی |
| ۱             | دولت هفتم   | حسین رحیم‌زاده           | ۱۳۶۸             | ۱۰ مهر ۱۳۸۰    | —              | خاتمی       | حبیبی               |                |
| ۲             |             | عبدالله رمضان‌زاده       | ۱۰ مهر ۱۳۸۰      | ۱۲ مرداد ۱۳۸۴  | مشارکت         | خاتمی       | دولت هشتم           | عارف           |
| ۳             |             | مسعود زریبافان          | ۲۱ شهریور ۱۳۸۴   | ۱۹ آذر ۱۳۸۵    | ایثارگران      | دولت نهم    | داودی               | احمدی‌نژاد      |
|               | بدون متصدی  |                         |                  |                |                | دولت نهم    | داودی               | احمدی‌نژاد      |
| ۴             |             | مجید دوست‌علی            | ۲۲ تیر ۱۳۸۶      | ۳۱ شهریور ۱۳۸۹ | —              | دولت نهم    | داودی               | احمدی‌نژاد      |
| ۴             | دولت دهم    | مجید دوست‌علی            | ۲۲ تیر ۱۳۸۶      | ۳۱ شهریور ۱۳۸۹ | —              | رحیمی       |                     | احمدی‌نژاد      |
| ۵             | دولت دهم    |                         | علی صدوقی        | ۳۱ شهریور ۱۳۸۹ | ۱۲ شهریور ۱۳۹۲ | رحیمی       | —                   | احمدی‌نژاد      |
| ۶             |             | محسن حاجی‌میرزایی        | ۱۲ شهریور ۱۳۹۲   | ۲۶ شهریور ۱۳۹۸ | —              | دولت یازدهم | جهانگیری            | روحانی         |
| ۶             | دولتدوازدهم | محسن حاجی‌میرزایی        | ۱۲ شهریور ۱۳۹۲   | ۲۶ شهریور ۱۳۹۸ | —              |             | جهانگیری            | روحانی         |
| ۷             |             | حسین سیمایی صراف        | ۲۶ شهریور ۱۳۹۸   | ۲۲ اسفند ۱۴۰۰  | —              |             | جهانگیری            | روحانی         |
| ۷             | دولتسیزدهم  | حسین سیمایی صراف        | ۲۶ شهریور ۱۳۹۸   | ۲۲ اسفند ۱۴۰۰  | —              | مخبر        | رئیسی مخبر (سرپرست) |                |
| ۸             | دولتسیزدهم  |                         | علی بهادری جهرمی | ۲۲ اسفند ۱۴۰۰  | ۲۲ مرداد ۱۴۰۳  | مخبر        | رئیسی مخبر (سرپرست) | —              |
| ۹             |             | سید کامل تقوی‌نژاد       | ۲۲ مرداد ۱۴۰۳    | متصدی          | —              | دولتچهاردهم | عارف                | پزشکیان        |

## هک سرورها و سایت
شماری از سایت‌های مرتبط با رئیس‌جمهور اسلامی ایران روز دوشنبه ۸ خرداد ۱۴۰۲ هک شد و تصاویر مسعود و مریم رجوی، رهبران سازمان مجاهدین خلق، در آن قرار گرفت. یک حساب کاربری هکری که خود را «قیام تا سرنگونی» می‌نامد و به عنوان یک گروه مرتبط با سازمان مجاهدین خلق شناخته شده است، مسئولیت این اقدام را پذیرفت. چند ساعت بعد مدیرکل روابط عمومی دفتر رئیس‌جمهور شایعات دربارهٔ هک کردن سایت president.ir را رد کرد.